# Axel Cadier
Axel Cadier (Varberg, Suecia, 13 de septiembre de 1906-Gotemburgo, 29 de octubre de 1974) fue un deportista sueco especialista en lucha grecorromana donde llegó a ser medallista de bronce olímpico en Los Ángeles 1932.

## Carrera deportiva
En los Juegos Olímpicos de 1932 celebrados en Los Ángeles ganó la medalla de bronce en lucha grecorromana estilo peso medio, tras el luchador finlandés Väinö Kokkinen (oro) y el alemán Jean Földeák (plata).